# 查爾斯·班德
查爾斯·羅伯特·班德（英語：Charles Robert Band，1951年12月27日—），美國男導演、製片人和編劇，以擅長製作恐怖喜劇電影而聞名。
他的公司滿月影視所製作最著名的是《魔偶奇譚》系列電影和《亞種》系列電影。此前，他早期的公司帝國國際影業也製作了如《馬桶妖怪》系列電影和《幽靈人種》（1985年）這樣的邪典電影。
1986年，班德也在邪典電影《驚懼幻象》中擔任監製及編劇。

## 作品列表
- 1973：《伯班克最後的狐步舞（英语：Last Foxtrot in Burbank）》
- 1977：《車禍！（英语：Crash!）》
- 1982：《寄生魔種（英语：Parasite (film)）》
- 1983：《金屬風暴（英语：Metalstorm: The Destruction of Jared-Syn）》
- 1983：《煉金術士（英语：The Alchemist (film)）》
- 1984：《黑暗大師（英语：The Dungeonmaster）》（未正式發行）
- 1984：《入侵異次元》
- 1988：《脈衝龐德斯（英语：Pulse Pounders）》
- 1990：《魔域異變（英语：Meridian: Kiss of the Beast）》
- 1990：《攔截終結者（英语：Crash and Burn (1990 film)）》
- 1991：《續幻魔終結者》
- 1992：《超時空魔法師（英语：Doctor Mordrid）》
- 1993：《龍龍大冒險（英语：Prehysteria! (film series)）》
- 1993：《惡魔玩具大對決（英语：Dollman vs. Demonic Toys）》
- 1996：《大頭鬼》
- 1997：《神秘怪物（英语：Mystery Monsters）》
- 1997：《戰栗鬼精靈（英语：Hideous!）》
- 1997：《鬼精靈出籠（英语：The Creeps (film)）》
- 1999：《血腥魔偶（英语：Blood Dolls）》
- 2000：《NoAngels.com》
- 2002：《Full Moon Fright Night》（電視劇）
- 2003：《魔偶奇譚：遺產（英语：Puppet Master: The Legacy）》
- 2004：《莫羅博士的殘酷實驗（英语：Dr. Moreau's House of Pain）》
- 2005：《堕落的魔鬼（英语：Decadent Evil）》
- 2005：《鬼娃墳場（英语：Doll Graveyard）》
- 2005：《死亡變種人（英语：The Gingerdead Man）》
- 2006：《Petrified》
- 2006：《邪惡發生》
- 2007：《The Haunted Casino》
- 2007：《夺命赌局（英语：Dead Man's Hand (2007 film)）》
- 2007：《堕落的魔鬼2（英语：Decadent Evil II）》
- 2008：《Dangerous Chucky Dolls》
- 2009：《邪惡發生2（英语：Evil Bong 2: King Bong）》
- 2009：《骷髏頭（英语：Skull Heads）》
- 2011：《邪惡發生3D：鑼的憤怒（英语：Evil Bong 3D: The Wrath of Bong）》
- 2011：《驚懼魔瞳2：萬聖節獵殺（英语：Killer Eye: Halloween Haunt）》
- 2012：《DevilDolls》
- 2012：《The Dead Want Women》
- 2012：《魔偶奇譚：崛起（英语：Puppet Master X: Axis Rising）》
- 2013：《復仇木偶人》（Ooga Booga）
- 2013：《Blood of 1000 Virgins》（紀錄片）
- 2013：《Nazithon: Decadence and Destruction》（紀錄片）
- 2013：《Unlucky Charms》
- 2013：《Bada$$ Mothaf**kas》（紀錄片）
- 2013：《死亡變種人大戰邪惡的鑼（英语：Gingerdead Man vs. Evil Bong）》
- 2013：《Babes Behind Bars》（紀錄片）
- 2014：《Trophy Heads》
- 2015：《邪惡發生420》（Evil Bong 420）
- 2015：《Kings of Cult》（紀錄片）
- 2016：《邪惡發生5》（Evil Bong: High 5）
- 2016：《邪惡發生666》（Evil Bong 666）
- 2017：《魔偶奇譚：擺針終止》（Puppet Master: Axis Termination）
- 2018：《邪惡發生777》（Evil Bong 777）
- 2018：《血碉堡01：木偶大师：闪电大屠杀》（Puppet Master: Blitzkrieg Massacre，影像剪輯）
- 2018：《血碉堡02：致命玩偶：终极剪切》（Deadly Dolls: Deepest Cuts，影像剪輯）
- 2018：《血碉堡03：死神：人才流失》（Death Heads: Brain Drain，影像剪輯）
- 2018：《血碉堡04：吸血鬼屠杀：生吃》（Vampire Slaughter: Eaten Alive，影像剪輯）
- 2018：《血碉堡06：僵尸欲望：夜肉》（Bunker of Blood: Chapter 6: Zombie Lust: Night Flesh，影像剪輯）
- 2020：《病毒僵尸（英语：Corona Zombies）》
- 2020：《芭比与肯德拉拯救虎王》（Barbie & Kendra Save the Tiger King）
- 2020：《芭比与肯德拉闯入51号地区》（Barbie & Kendra Storm Area 51）
- TBA：《Barbenheimer》

## 外部連結
- 查爾斯·班德在互联网电影资料库（IMDb）上的資料（英文）
- Charles Band's Blog
- Charles Band page at Myspace （页面存档备份，存于）
- MJ Simpson - Career Interview (2005)
- Killer POV - Career Interview (January 2014) (MP3)
- YouTube上的Interview (1989) (Flash)